# Narcisa Emília O'Leary
Narcisa Emília O'Leary (Cork, Irlanda, 1770 — Rio de Janeiro, 1829) foi esposa de José Bonifácio de Andrada e Silva, o "Patriarca da Independência".

## Biografia
Ao contrário da farta documentação sobre seu marido, os registros históricos acerca de Narcisa são escassos. Sabe-se que, natural da Irlanda e órfã de pai e mãe, imigrou ainda criança para Portugal junto com sua tia, Isabel O'Leary, provavelmente devido à forte repressão dos protestantes ingleses contra os católicos da Irlanda, à época sob o domínio da Inglaterra.
Conheceu José Bonifácio após este mudar-se para Lisboa, em 1788, para cursar a Universidade de Coimbra. Segundo a certidão de casamento, encontrada no Arquivo Nacional da Torre do Tombo, casaram-se em 31 de Janeiro de 1790, ocasião em que Narcisa contava com 20 anos. Neste mesmo ano, José Bonifácio inicia uma viagem científica pela Europa que duraria dez anos. Grávida, ela permanece em Portugal, indo ao seu encontro somente em 1797 . Juntos, tiveram duas filhas: Carlota Emília d'Andrada e Gabriela Frederica Ribeiro d'Andrada. Além delas, criou também outra filha que José Bonifácio tivera antes do casamento com uma desconhecida, Narcisa .
Durante suas viagens, a troca de correspondência entre Narcisa e José Bonifácio é constante, indicando uma relação carinhosa e de grande amizade. Em muitas destas cartas, d. Narcisa assinava como "A tua amante". Apesar deste contexto carinhoso, o patriarca da Independência reservava um espaço para suas relações extraconjugais .
Nos anos seguintes, documentos de salvo-conduto confirmam que Narcisa viajou para a Suécia e Noruega com o marido. Um passaporte de 19 de agosto de 1819 registra que toda a família (exceto a filha mais velha Carlota) , mudou-se para o Brasil, após autorização do governo português, permanecendo a maioria do tempo no Rio de Janeiro, capital do Império. Carlota Emília permaneceu em Portugal pois se casara com um auxiliar do pai, o Sr. Alexandre Antônio Vandelli, filho do ilustre naturalista Domenico Vandelli.
Narcisa viu o marido ser preso, em 21 de novembro de 1823, após a dissolução da Assembleia Constituinte por D. Pedro I. Os prisioneiros, incluindo seus irmãos, Martim Francisco Ribeiro de Andrada e Antônio Carlos Ribeiro de Andrada Machado e Silva, foram deportados para a Europa. Narcisa foi autorizada a acompanhar o marido, e a família viveu modestamente nas imediações de Bordéus, França, até 1829, quando receberam permissão para voltar do exílio. Narcisa morreria subitamente, na viagem de volta ao Brasil, a bordo do navio francês "Fênix", apenas dois dias antes deste fundear no porto do Rio de Janeiro. Foi sepultada pelo marido no dia 27 de Julho de 1829, no Convento do Carmo.
Os registros históricos sustentam que Narcisa foi sempre fiel e companheira do marido, apesar das conhecidas aventuras extraconjugais dele, e, de acordo com depoimentos da época, sempre foi uma esposa discreta, polida e virtuosa, acompanhando José Bonifácio durante as alegrias e adversidades de uma vida política intensa, conturbada, mas memorável.